# Великое турецкое нашествие
Вели́кое туре́цкое наше́ствие (груз. დიდი თურქობა — Диди туркоба) — принятый в грузинской историографии термин для обозначения серии крупномасштабных вторжений и набегов турок-сельджуков на Грузинское царство в 1080 году во время правления царя Георгия II. Этот термин берет своё начало в грузинской летописи XII века и принят в современной грузинской науке. В результате непрерывных набегов Грузия значительно ослабла, а некоторые её провинции полностью обезлюдели, и в конце концов в 1083 году царь Георгий был вынужден принять сюзеренитет Сельджукидского султана Мелик-шаха I и платить ему ежегодный дань; однако и после этого набеги не прекратились. Ситуация была обращена вспять с приходом к власти царя Давида IV в 1089 году, который одержал ряд военных побед и к 1121 году изгнал сельджуков из страны.

## Предыстория
Сельджуки впервые появились в Грузии в 1060-х годах, когда султан Алп-Арслан опустошил юго-западные провинции Грузинского царства и покорил Кахетию. Грузины смогли оправиться от вторжений Алп-Арслана, однако потеря Византией влияния в Анатолии после её сокрушительного поражения от сельджуков в битве при Манцикерте 1071 года привела их к более прямому контакту с государством Сельджукидов. В 1070-х годах Грузия дважды подвергалась нападению султана Мелик-шаха I, но грузинский царь Георгий II всё же временами давал ему отпор.

## Вторжения
В 1080 году царь Георгий II был застигнут врасплох в окрестностях крепости Квели крупным сельджукским войском во главе с неким Ахмадом (вероятно, из династии Раввадидов), которого грузинские летописи называют «могущественным эмиром и сильным лучником». После этого он бежал в Абхазию через Аджарию. Тем временем сельджуки после захвата Карса вернулись на свои базы с огромной добычей. Вскоре за этим последовали ещё более крупные набеги, возглавляемые Якубом и Иса-Бори. Начиная с 24 июня 1080 года тюрки-полукочевники начали массово прибывать в южные провинции Грузии, быстро продвигаясь вглубь страны. Были захвачены регионы Асиспори, Кларджети, Шавшети, Аджария, Самцхе, Картли, Аргвети и Самокалако, а ключевые города Кутаиси и Артануджи, а также монастырь Чкондиди и яркие христианские скиты Кларджети были сожжены. Тем, кому удалось спастись, пришлось бежать в горы, где многие из них вскоре умерли от холода и голода.
Наблюдая за масштабным разрушением своей страны, Георгий II в отчаянии отправился в Исфахан, к султану Мелик-шаху, который отнёсся к грузинскому царю с большим уважением и пообещал ему безопасность от набегов в обмен на ежегодный дань (харадж).

## Последствия

Карта Закавказья около 1090 года

Принятие царём Георгием сюзеренитета Сельджукидов не принесло Грузии настоящего мира; сельджуки продолжали сезонно перемещаться на территорию Грузии, чтобы использовать богатую траву долины Куры, а гарнизоны сельджуков заняли ключевые крепости на юге Грузии. Эти вторжения и поселения оказали разрушительное воздействие на экономический и политический порядок Грузии. Возделываемые земли были превращены в пастбища для кочевников, а грузинские крестьяне-земледельцы были вынуждены искать безопасности в горах. Грузинский летописец того времени сообщает:

В те времена не было ни сева, ни жатвы. Земля была разорена и превращена в лес; вместо людей там обитали звери и звери полевые. Невыносимое притеснение пало на всех жителей земли; это было беспрецедентно и намного хуже, чем все разрушения, о которых слышали или пережили.
Аналогичная ситуация наблюдалась в соседней Армении, как описано в летописи Аристакеса Ластиверци. Что ещё хуже, 16 апреля 1088 года в южных провинциях Грузии произошло сильное землетрясение, разрушившее крепость Тмогви и её окрестности.
Некоторые грузинские дворяне воспользовались ослаблением царской власти для продвижения своей автономии. Царь Георгий попытался воспользоваться благосклонностью Мелик-шаха, чтобы подчинить Агсартана I, непокорного царя Кахети и Эрети в Восточной Грузии, но не смог добиться какого-либо результата, во многом из-за своих противоречивых действий. Между тем, Агсартану удалось переиграть его и обеспечить себе безопасность, также став подданным Мелик-шаха, а также приняв ислам.

## Последующие события

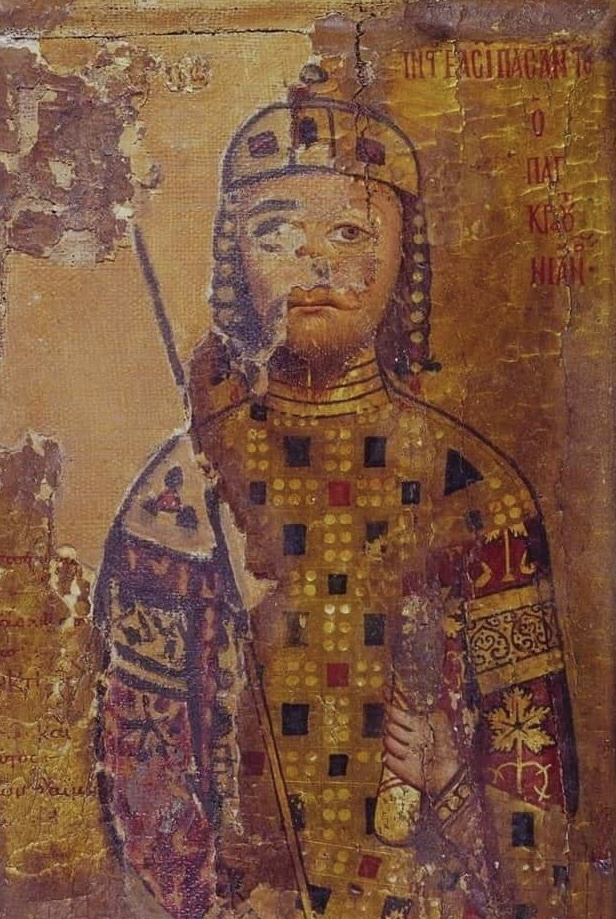
Давид IV на иконе XII века в Монастыре Святой Екатерины

Такова была ситуация в Грузии, когда в 1089 году Георгий II решил возложить корону на голову своего 16-летнего сына Давида IV (возможно, под давлением своих дворян). Этот энергичный молодой правитель смог извлечь выгоду из внутренних беспорядков в государстве Сельджукидов, последовавших за смертью Мелик-шаха в 1092 году и вторжением крестоносцев в Западную Анатолию и Сирию в 1096 году, и начал систематическую кампанию, направленную на обуздание аристократической оппозиции и изгнание сельджуков из страны. К 1099 году, когда Иерусалим пал перед крестоносцами, Давид почувствовал себя достаточно сильным, чтобы прекратить платить дань Сельджукидам. Затем он одержал ряд военных успехов над региональными преемниками государства Сельджукидов, кульминацией которых стала Дидгорская битва 1121 года, в которой он одержал крупную победу над объединённой мусульманской армией. Эта победа сделала Грузинское царство грозной державой на Кавказе и в Восточной Анатолии.